# Чечёткин, Владислав Владимирович
Владислав Владимирович Чечёткин (укр. Владислав Володимирович Чечоткін; род. 29 сентября 1978, Киев) — украинский предприниматель, сооснователь и совладелец интернет-магазина Rozetka.ua.
По версии украинского Forbes, вместе со своей женой занимает 20 место в списке «100 самых богатых украинцев 2021 года», с состоянием в 470 миллионов долларов.

## Биография
Родился в 1978 году в Киеве в семье инженера и научного сотрудника.
Первые попытки предпринимательства у Владислава были ещё в школе. Он купил несколько пачек жвачек по 4 копейки за штуку и перепродавал одноклассникам по 10 копеек.
В 1996 году поступил в Европейский университет, где в результате получил диплом по специальности «Экономика предприятия». Во время учёбы в университете работал в компании брата SkyLine, которая занималась продажами электроники и оргтехники.
В 2005 году по инициативе супруги создал интернет-магазин Rozetka.
23 июня 2022 года Чечёткин заявил, что перевёл 200 тысяч гривен в Благотворительный фонд Сергея Притулы во время проекта «Народный Байрактар».